# Ilex maingayi
Ilex maingayi är en järneksväxtart som beskrevs av Joseph Dalton Hooker. Ilex maingayi ingår i släktet järnekar, och familjen järneksväxter. Inga underarter finns listade i Catalogue of Life.